# Serra de la Vall (Foradada)
La Serra de la Vall és una serra situada al municipi de Foradada a la comarca del Noguera, amb una elevació màxima de 603 metres.